# Ga Trường Lâm
Ga Trường Lâm là một nhà ga xe lửa tại xã Trường Lâm, tỉnh Thanh Hóa. Nhà ga là một điểm trên tuyến đường sắt Bắc Nam tiếp nối sau ga Khoa Trường và trước ga Hoàng Mai (tỉnh Nghệ An). Lý trình ga: Km 237 + 790.